# Moulismes
Moulismes település Franciaországban, Vienne megyében. Lakosainak száma 361 fő (2022. január 1.). Moulismes Adriers, Persac, Plaisance és Saulgé községekkel határos.

## Népesség
A település népességének változása:
| Lakosok száma | 390  | 382  | 393  | 373  | 368  | 367  | 367  | 364  | 361  |
|               | 2013 | 2015 | 2016 | 2017 | 2018 | 2019 | 2020 | 2021 | 2022 |